# رايموند فرنسيس روبنز
رايموند فرنسيس روبنز (بالإنجليزية: Raymond Francis Robbins)‏ هو رسام أمريكي، ولد في 20 يناير 1912، وتوفي في 24 مايو 1980 في رايفيل في الولايات المتحدة.